# The Carpenters
Carpenters — американский вокально-инструментальный дуэт, состоявший из сестры Карен и брата Ричарда Карпентеров.

## История группы
Хотя дуэт часто называют «The Carpenters», официальное наименование в официальных записях и печатных материалах было просто «Carpenters», без определённого артикля. В период 1970-x годов, когда громкий и дикий рок был в большом спросе, Ричард и Карен создавали композиции в характерно мягком музыкальном стиле, это сделало их одними из самых продаваемых музыкальных артистов всех времен.
В общей сложности было продано более ста миллионов альбомов Карпентеров. До сих пор остаются популярными некоторые их песни, такие как «(They Long to Be) Close to You» (1970), «Yesterday Once More» (1973) и др.
Oснову группы Carpenters составляли семейный дуэт Ричард Карпентер (родился в 1946 году) и его сестра Карен (1950—1983). В шестидесятых семья перебралась из Коннектикута в Лос-Анджелес, где Ричард, талантливый пианист и аранжировщик, организовал джазовое трио: Карен играла на ударных, а Уес Джекобс — на басу. Победив на конкурсе молодых талантов, они сделали несколько записей, которые так и не были изданы, а после ухода Джекобса Ричард и Кэрен пригласили Джона Биттиса и создали фолк-роковую группу Spectrum. Биттис писал тексты к мелодиям Ричарда.
Жизнь Spectrum также оказалась недолгой, Ричард и Биттис работали в паре в Диснейленде, а затем Ричард, уговорив Карен не только играть на барабанах, но ещё и петь, пригласил для записи сессионного музыканта Джо Осборна, записал демо-ленту, и вот тогда стало понятно, как удачно сочетаются и дополняют друг друга голоса брата и сестры.
Фирма A&M подписала с ними контракт, дебютный альбом «Offering» прошёл незамеченным, однако, когда его переиздали в 1972 году под названием «Ticket To Ride», все же вошёл в чарты. В 1970 году замечательный продюсерско-композиторский дуэт Бёрт Бакарак и Хол Дэвид предложили Карпентерам записать их песню «(They Long To Be) Close To You», прежде известную в исполнении Дайонн Уорвик, и этот хит стал первым в плеяде двадцати четырёх хитов, записанных Карпентерами в семидесятые годы.
Поначалу они пели чужие вещи, но в 1972 году Ричард Карпентер и Биттис написали первый собственный хит «Goodbye To Love», эта же творческая команда и создала центральную песню для шестого альбома «Now And Then» — композиция называлась «Yesterday Once More». Альбом вышел в 1973 году, и к тому времени на счету брата и сестры уже было три премии «Грэмми». В том же году вышел и первый альбом дуэта, ставший в Америке хитом № 1 — это была компиляция из записанных ранее синглов.
Последовала серия удачных гастролей по всему миру — особенно триумфальными оказался японский тур, где мелодичные композиции Carpenters и чарующий голос Карен моментально приобрели неслыханную популярность. Однако выматывающий ритм гастролей подорвал здоровье Карен — к 1975 году она начала проявлять признаки острого нервного заболевания. После долгого курса лечения болезнь, казалось, отступила, но ненадолго.
В это же время их популярность на родине начала падать, зато заметно возрос интерес к ним в Великобритании. Качество продукции оставалось неизменно высоким, однако критики, увлеченные подъёмом «новой волны», считали The Carpenters «устаревшими».
В 1979 году Карен записала свой сольный альбом, который так и не был выпущен при её жизни, выйдя только в 1996 году. Зато в 1981-м она и Ричард выпустили альбом «Made In America». Он стал последним альбомом Carpenters — нервная болезнь Карен вновь обострилась, её организм перестал усваивать пищу. В 1983 году, в возрасте 32 лет она умерла от сердечного приступа.
Ричард продолжил выпускать компиляции их старых записей, записал два сольных альбома с приглашенными вокалистами, в частности с Дасти Спрингфилд.

## Дискография

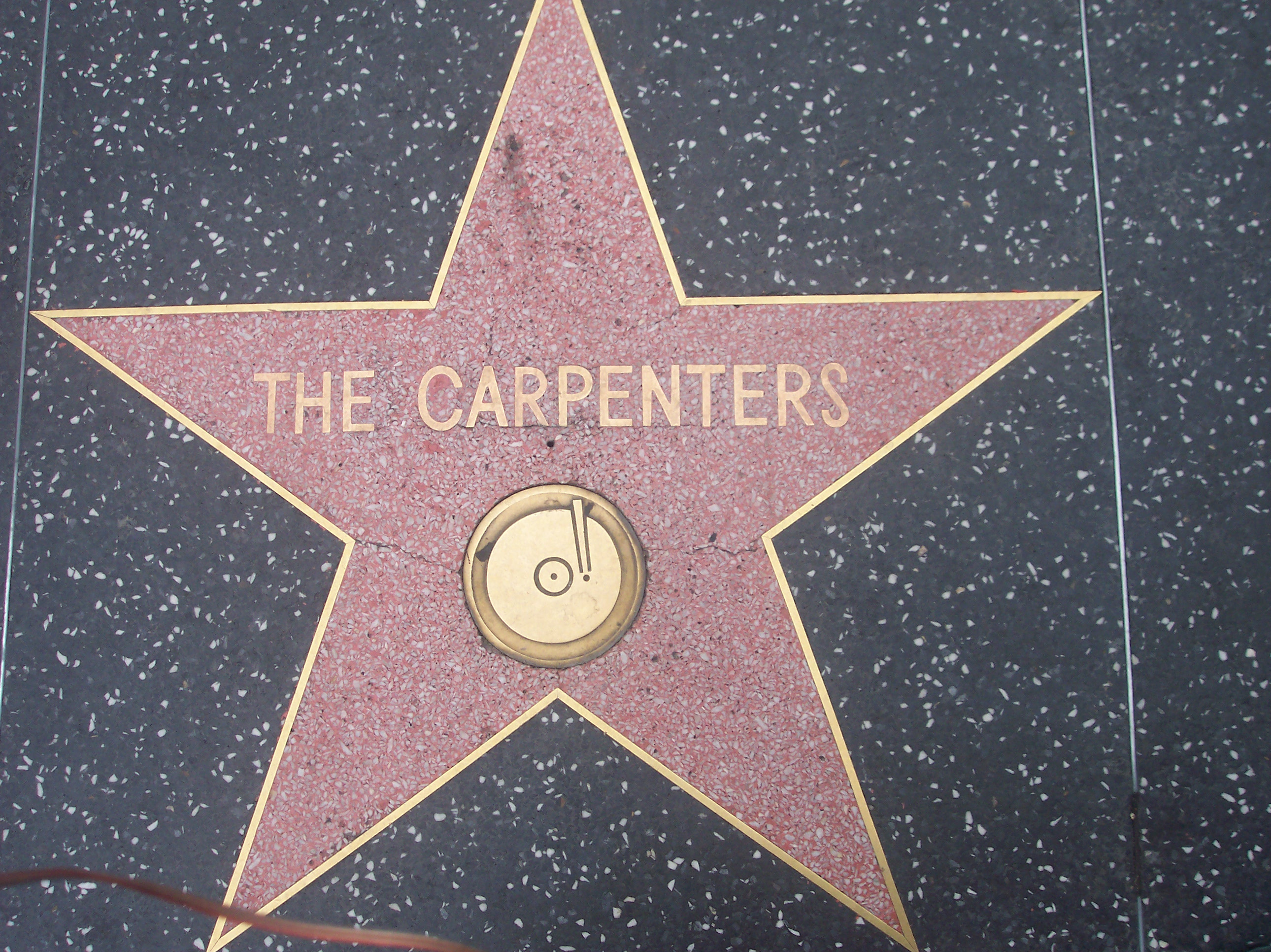
Звезда The Carpenters на Голливудской аллее славы.

- Ticket to Ride (1969)
- Close to You (1970)
- Carpenters (1971)
- A Song for You (1972)
- Now & Then (1973)
- Horizon (1975)
- A Kind of Hush (1976)
- Passage (1977)
- Christmas Portrait 1978)
- Made in America (1981)
- Voice of the Heart (1983)
- An Old-Fashioned Christmas (1984)
- Lovelines (1989)
- As Time Goes By (2001)